# Дембокеж
Дембокеж (пол. Dębokierz) — село в Польщі, у гміні Кшешиці Суленцинського повіту Любуського воєводства.
Населення — 60 осіб (2011).
У 1975-1998 роках село належало до Гожовського воєводства.

## Демографія
Демографічна структура станом на 31 березня 2011 року:
|          | Загалом | Допрацездатний вік | Працездатний вік | Постпрацездатний вік |
| -------- | ------- | ------------------ | ---------------- | -------------------- |
| Чоловіки | 33      | 10                 | 20               | 3                    |
| Жінки    | 27      | 6                  | 16               | 5                    |
| Разом    | 60      | 16                 | 36               | 8                    |